# Amir Edri
Amir Edri (in ebraico אמיר אדרי‎?; Or Akiva, 26 luglio 1985) è un ex calciatore israeliano, di ruolo portiere.